# Renin
Renin, còn được gọi là angiotensinogenase, là một protein protease aspartic và là enzyme được tiết ra bởi thận, tham gia vào hệ thống renin–angiotensin-aldosterone của cơ thể (RAAS)-còn được gọi là trục renin–angiotensin–aldosterone—làm trung gian điều chỉnh thể tích dịch ngoại bào (huyết tương, bạch huyết và dịch kẽ), và gây co mạch động mạch. Nhờ đó, nó giúp điều chỉnh huyết áp trung bình của cơ thể.
Renin có thể được gọi là một hormone mặc dù nó không có thụ thể bên ngoài và thay vào đó là hoạt tính enzyme giúp thủy phân angiotensinogen thành angiotensin I.

## Chức năng
Renin kích hoạt hệ renin-angiotensin bằng cách tách angiotensinogen, sinh ra ở gan, để tạo thành angiotensin I, rồi tiếp được chuyển đổi thành angiotensin II bởi ACE, enzyme chuyển đổi angiotensin chủ yếu nằm trong các mao mạch của phổi. Angiotensin II sau đó sẽ làm co mạch máu, làm tăng tiết ADH và aldosterone, và kích thích vùng dưới đồi để kích hoạt phản xạ khát, tất cả đều nhằm tăng huyết áp. Chức năng chính của renin vì thế cuối cùng là giúp tăng huyết áp, dẫn đến phục hồi áp lực lọc ở thận.
Renin được tiết ra từ các tế bào cận cầu thận, có thể cảm nhận với những thay đổi trong áp lực máu đi qua thận, thông qua các thụ thể kéo dài trong ở thành mạch máu. Các tế bào cận cầu thận cũng được kích thích để giải phóng renin bằng cách tín hiệu từ tế bào densa macula. Các tế bào này cảm nhận những thay đổi trong lượng natri đến ống lượn xa và phản ứng với việc giảm lượng natri dạng ống bằng cách kích thích giải phóng renin trong các tế bào cận cầu thận. Cùng với nhau, các tế bào densa macula và cận cầu thận tạo nên phức hợp cận cầu thận.
Tiết Renin cũng được kích thích bởi sự kích thích thần kinh giao cảm, chủ yếu thông qua sự kích hoạt thụ thể adrenergic beta-1 (β1 adrenoreceptor).
Renin có thể liên kết với ATP6AP2, làm trong việc chuyển angiotensinogen thành angiotensin I tăng gấp 4 lần so với sự biểu hiện của renin hòa tan. Ngoài ra, việc gắn kết này là kết quả của phosphoryl hóa của chuỗi bên serine và tyrosine của ATP6AP2.
Mức mRNA renin dường như được điều tiết bởi sự gắn kết của HADHB, HuR và CP1 đến một vùng điều hòa ở đầu 3 'UTR.